# Nathan Larson
Nathan Daniel Larson (19 de septiembre de 1980-18 de septiembre de 2022) fue un supremacista blanco estadounidense y criminal convicto. Autodenominado «cuasi-neoreaccionario libertario» que se postuló sin éxito para cargos públicos varias veces, fue expulsado del Partido Libertario de Virginia en 2017. Larson abogaba por restringir los derechos de las mujeres y despenalizar el abuso sexual infantil y el incesto.
Larson cumplió catorce meses en prisión por el delito grave de amenazar al presidente de los Estados Unidos en 2008. En 2020, fue arrestado en el Aeropuerto Internacional de Denver por presuntamente secuestrar a una niña de 12 años, enfrentando hasta cadena perpetua si era condenado. Según los registros judiciales, tenía la intención de llevarla a su casa, agredirla sexualmente y dejarla embarazada. Durante una búsqueda en su casa, los detectives encontraron evidencia que sugería que operaba un sitio web que fomentaba la pedofilia y la violación infantil. Larson murió bajo custodia antes del juicio por inanición.

## Educación y primeros años
Larson era de Charlottesville, Virginia, y vivía con sus padres en Catlett, en el condado de Fauquier.Contador de profesión, Larson obtuvo un título de la Universidad George Mason,donde fue un activista por la reforma del cannabis.

## Carrera
Después de graduarse de la universidad, Larson se convirtió en miembro del Partido Libertario.Se postuló para el Congreso en el primer distrito congresional de Virginia durante las elecciones de 2008, con una plataforma anarcocapitalista.Recibió menos del 2% de los votos.
Como delincuente convicto, a Larson se le prohibió buscar un cargo estatal en Virginia desde 2009 hasta que el gobernador Terry McAuliffe restauró los derechos de voto y candidatura a miles de delincuentes en 2016.Al año siguiente se presentó como candidato independiente para la Cámara de Delegados de Virginia en el distrito 31,nuevamente recibiendo menos del 2% de los votos.Su candidatura fue discutida en la campaña para gobernador de 2017, con el nominado republicano, Ed Gillespie, utilizándola para criticar la acción de McAuliffe.Larson fue expulsado del Partido Libertario de Virginia a principios de ese año.
En 2018, Larson se postuló como «libertario cuasi-neorreaccionario» para el Congreso por el distrito 10 de Virginia,antes de retirarse en agosto.

## Posiciones políticas y activismo en Internet
En su candidatura al Congreso en 2008, Larson abogó por la eliminación del gobierno en todos los niveles, diciendo que "todas las funciones gubernamentales podrían ser mejor desempeñadas por el sector privado".Respaldado por el Partido Libertario de Virginia, declaró en su boletín que el objetivo principal de su candidatura era introducir ideas libertarias; se centró en el transporte, proponiendo que los sistemas de carreteras y ferrocarriles de Estados Unidos se subastaran a propietarios privados que competirían para ofrecer servicios de peaje,y también que los derechos de propiedad privada se extendieran a la bahía de Chesapeake.En 2017, como autodenominado "libertario de la píldora roja", su plataforma incluía la legalización de la pornografía infantily la poligamia, la eliminación de la financiación estatal para la educación de niñas y mujeres y la derogación de la Decimonovena Enmienda a la Constitución de los Estados Unidos, que otorgaba a las mujeres el derecho al voto.
El manifiesto en línea de Larson de 2018, que desde entonces ha sido eliminado, aboga por la "supremacía blanca benévola" y nombra a Adolf Hitler como un "héroe supremacista blanco".Pide el libre comercio, "poner fin a la participación de Estados Unidos en guerras extranjeras derivadas de la alianza de nuestro país con Israel", la legalización de las drogas,el derecho al suicidio,la protección de los derechos de propiedad de armas, la legalización de la pornografía infantil, la legalización del incesto y la derogación de la Ley de Violencia contra la Mujer de 1994.En cuanto a las mujeres, afirma: "Necesitamos cambiar a un sistema que clasifique a las mujeres como propiedad, inicialmente de sus padres y luego de sus maridos";ha culpado de los tiroteos escolares al feminismo, diciendo: "Las armas no matan a la gente, las feministas lo hacen".Después de retirar su candidatura en agosto de 2018, ofreció su apoyo a la demócrata Jennifer Wexton, dando como una de sus razones que la titular republicana, Barbara Comstock, "continuamente se pone del lado de las mujeres de carrera".Sobre la supremacía blanca, dijo que los blancos supuestamente son superiores a otras razas debido a "nuestra creatividad cultural, nuestra voluntad de invertir en el largo plazo en lugar de vivir para el presente y nuestro deseo consciente de hacer lo correcto incluso si requiere un autosacrificio heroico por el bien de la sociedad",y deben resistir los intentos de los judíos de "alcanzar la supremacía completa" en los EE. UU., lo que los llevaría a "destruir lo que hizo que valiera la pena vivir en este país".
Larson comenzó a editar Wikipedia en 2005, inicialmente bajo su nombre real. Uno de sus objetivos en Wikipedia era, según se informa, hacer culturalmente aceptables los temas tabú o ilegales, incluido el abuso sexual infantil. Larson dirigía una gran cantidad de cuentas ficticias, que utilizaba para promover posiciones como la despenalización del abuso sexual infantil y argumentar en contra de la política de protección infantil de Wikipedia. Fue bloqueado en 2008 y luego expulsado del sitio por completo; primero se pasó a Wikiversidad, un proyecto de la Fundación Wikimedia para tutoriales de aprendizaje y artículos académicos, luego al wiki escéptico RationalWiki. Según Haaretz, puede haber sido la primera persona a la que se le prohibió el acceso a RationalWiki.
Larson también creó salas de chat en Internet para "incels" (hombres célibes involuntarios) y para pedófilos, incelocalypse.today y suiped.org, y escribió publicaciones en los sitios respaldando la violación infantil y describiéndose a sí mismo como un "violador hebefílico".Ambos sitios fueron eliminados por la empresa de alojamiento a fines de mayo de 2018 después de una queja del sitio web Babe.net.Larson le dijo a The Huffington Post en respuesta a una pregunta sobre si en realidad era un pedófilo o simplemente escribió sobre ello en línea: "Es una mezcla de ambos ... Cuando la gente se excede, hay una pizca de verdad en lo que dice".Describió el término como "vago" y describió a los hombres que se sienten atraídos por niñas menores de edad como "normal".

## Problemas legales
En 2009, Larson se declaró culpable de enviar una carta en diciembre de 2008 al Servicio Secreto de los Estados Unidos amenazando con matar al presidente de los Estados Unidos. En ese momento, el mensaje fue enviado justo después de que Barack Obama fuera elegido presidente, mientras George W. Bush aún estaba en el cargo, aunque Larson no especificó a qué presidente iba dirigida la amenaza. Fue sentenciado a dieciséis meses de prisión y tres años de libertad supervisada; cumplió catorce meses.En marzo de 2017, describió la carta como "un acto de desobediencia civil".
En agosto de 2010, Larson escribió al fiscal federal describiendo el tratamiento de salud mental que había recibido después de su condena como "un completo desperdicio del dinero de los contribuyentes", ya que no tenía una enfermedad mental y anunció que violaría los términos de su liberación de prisión: "Si por casualidad escuchas el sonido distintivo de disparos de un cañón antitanque Solothurn S-18/100 de 20 mm que emanan de mi patio trasero, mientras siluetas de cartón de políticos federales estatistas, jueces federales, fiscales federales y agentes federales se llenan de agujeros de bala grandes y desiguales, por favor, sepan que no hay nada anormal; solo soy yo practicando tiro al blanco".
Larson admitió haber violado a su exesposa,quien era transgénero y se suicidó después del nacimiento de su hija.En noviembre de 2015, un jurado en Colorado le negó la custodia de la niña, y el mes siguiente anunció que buscaría la terminación legal de sus derechos parentales.Finalmente, se volvió a casar.
El 14 de diciembre de 2020, Larson fue arrestado en el Aeropuerto Internacional de Denver por cargos de delito grave de intento de secuestro, secuestro de menores, solicitud de pornografía infantil a un menor y reunirse con un menor con la intención de tener relaciones sexuales, junto con un cargo menor de albergar a un menor. Los cargos estaban relacionados con un presunto complot para secuestrar a una niña de 12 años de California. Larson había conocido a la víctima en octubre de 2020 y la convenció de enviarle imágenes inapropiadas de sí misma y, finalmente, de dejar su hogar para volar con él a Virginia. Las autoridades interceptaron a Larson y a la niña mientras estaban en Denver en una escala.Durante un registro en la casa de Larson en Virginia, los detectives encontraron pruebas que sugerían que operaba un sitio web que fomentaba y facilitaba la compartición de medios de pedofilia y violación infantil.El 23 de diciembre de 2020 se presentó una denuncia penalcontra Larson, y fue acusadode múltiples cargos federales.Debido a que la víctima era menor y Larson no era un familiar, enfrentaba un mínimo de veinte años de prisión por el cargo de secuestro y hasta cadena perpetua por el cargo de transporte de un menor con la intención de participar en actividades sexuales ilegales.
En su lectura de cargos el 25 de febrero de 2021, Larson se declaró no culpable de los cargos y solicitó representarse a sí mismo bajo el antecedente de Faretta v. California.Inicialmente fue representado por el abogado Peter M. Jones; en marzo de 2022, la jueza Jennifer L. Thurston le concedió el estatus pro se y le permitió representarse a sí mismo.Su estatus pro se fue revocado el 31 de marzo y Jones fue re-nombrado para representarlo en todos los procedimientos posteriores.

## Muerte
Larson murió bajo custodia en una instalación de Arizona el 18 de septiembre de 2022. El 11 de octubre, la acusación en su contra fue desestimada.Su causa de muerte fue reportada en 2023 como inanición.